# Friedrich Schulze (Historiker)

Friedrich Schulze, 1920

Friedrich Karl Alfred Schulze (geboren am 20. April 1881 in Weimar; gestorben am 28. August 1960 in Halle an der Saale) war ein deutscher Historiker und Direktor des Stadtgeschichtlichen Museums in Leipzig.

## Leben
Schulze war der Sohn eines Bäckermeisters und machte das Abitur am Domgymnasium Naumburg. Er studierte anschließend an den Universitäten in Jena und Leipzig, anfangs klassische und germanische Philologie, dann wegen Änderung seiner Interessen Geschichte, Germanistik und Philosophie. Er wurde 1903 mit der Schrift Die Gräfin Dolores. Ein Beitrag zur Geschichte des deutschen Geisteslebens im Zeitalter der Romantik zum Dr. phil. promoviert. 1904 folgte die Prüfung für das höhere Lehramt. Während seiner Studentenzeit fand er Anschluss an die Freistudentischen Bewegung bzw. die örtliche Finkenschaft. In der Leipziger Freistudentenschaft war er als Schriftführer tätig und verfasste zahlreiche Beiträge in der freistudentischen Presse.
Er arbeitete zunächst von 1904 bis 1906 als Hilfslehrer am Carola- und Nicolai-Gymnasium in Leipzig, war in den Jahren 1906 bis 1911 Mitarbeiter des B. G. Teubner Verlags, über den er ein Werk zur Firmengeschichte herausgab und die Kapitel I bis V verfasste. Er engagierte sich ab 1913 beim Aufbau des neu gegründeten Stadtmuseums in Leipzig. Schulze war zudem als freier Schriftsteller tätig und verfasste beispielsweise Beiträge für das Allgemeine Lexikon der Bildenden Künstler von der Antike bis zur Gegenwart.
Als Albrecht Kurzwelly 1917 infolge einer Kriegsverletzung starb, übernahm Schulze dessen Stelle als 2. Vorsteher im Vorstand des Stadtgeschichtlichen Museums. 1918 übernahm er die Stelle des Museumsleiters und war bis 1945 dessen Direktor. Schulze war zudem von 1928 bis 1938 Vorsitzender des Vereins für die Geschichte Leipzigs.
Das gemeinsam mit Paul Ssymank verfasste Das deutsche Studententum von den ältesten Zeiten bis zur Gegenwart wird noch heute als Standardwerk zur Studentengeschichte angesehen.

## Schriften (Auswahl)
- Die Gräfin Dolores. Ein Beitrag zur Geschichte des deutschen Geisteslebens im Zeitalter der Romantik. Hrsg.: Albert Köster (= Probefahrten – Erstlingsarbeiten aus dem Deutschen Seminar Leipzig. Band 2). R. Voigtländer, Leipzig 1904 (archive.org – Zugleich Dissertation an der Universität Leipzig).
- Die Franzosenzeit in deutschen Landen 1806–1815 in Wort und Bild der Mitlebenden. Band 1: 1806–1812, Band 2: 1812–1815. R. Voigtländer, Leipzig 1908 (archive.org).
- Das Stadtgeschichtliche Museum zu Leipzig. Ein Erinnerungsblatt an seinen Schöpfer Albrecht Kurzwelly (geb. 20. Januar 1868, gest. 8. Januar 1917 zu Leipzig). In: Museumskunde. Zeitschrift für Verwaltung und Technik öffentlicher und privater Sammlungen. 13, 1918, S. 24–28.
- Der Deutsche Buchhandel und die geistigen Strömungen der letzten hundert Jahre. Verlag des Börsenvereins der deutschen Buchhändler, Leipzig 1925 (archive.org).
- Deutsche Bibeln vom ältesten Bibeldruck bis zur Lutherbibel. Bibliographisches Institut, Leipzig 1934, OCLC 608931087.
- Die Völkerschlacht und ihr Ehrenmal (= Weberschiffchen-Bücherei. Band 29). J. J. Weber, Leipzig 1937.

Als Herausgeber
- B. G. Teubner 1811–1911. Geschichte der Firma in deren Auftrag. Vieweg+Teubner Verlag, Wiesbaden 1911, doi:10.1007/978-3-663-19245-9 (archive.org).
- Die ersten deutschen Eisenbahnen Nürnberg-Fürth und Leipzig-Dresden (= Voigtländers Quellenbücher. Band 1). Voigtländer, Leipzig 1912 (gei-digital.gei.de).